# Concesionario de automóviles

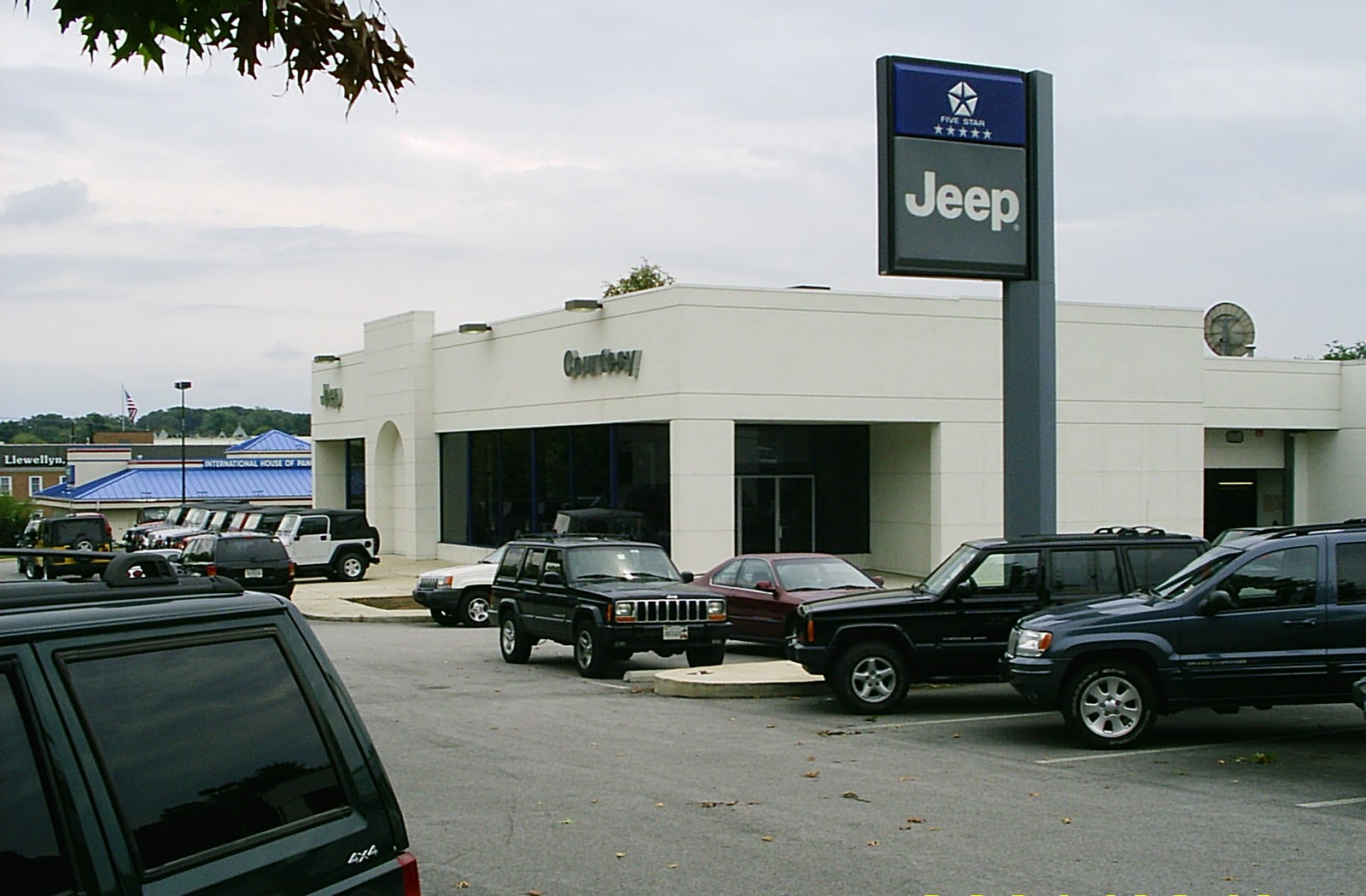
Concesionario Jeep en Estados Unidos.

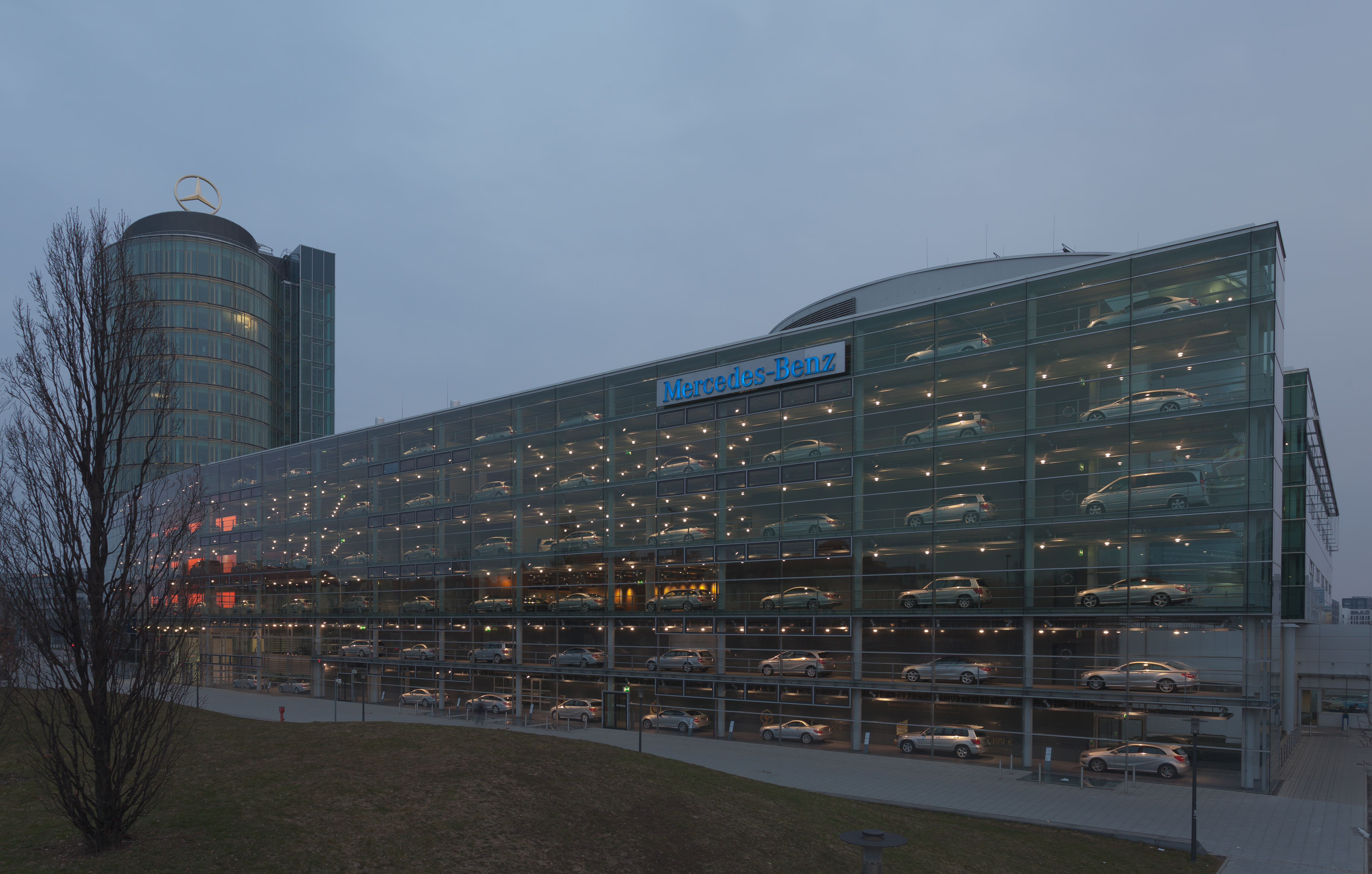
Concesionario de Mercedes-Benz en Múnich (Alemania).

Un concesionario o concesionaria es un comercio minorista que vende automóviles nuevos o de segunda mano. En la mayoría de los casos, los concesionarios son empresas independientes, autorizadas por las marcas fabricantes a vender sus vehículos por medio de un contrato de concesión. Para operar, los concesionarios emplean vendedores especializados y disponen de un salón de ventas para exhibir sus productos al público. Muchos desarrollan también actividades periféricas a la venta de autos, como revisión y mantenimiento mecánico, venta de repuestos, ejecución de garantías y gestiones de matrícula. 
Los concesionarios que venden autos usados ofrecen vehículos de todas las marcas, mientras que aquellos que venden autos nuevos suelen asociarse a una única marca fabricante.
El modelo de ventas de autos a través de concesionarios es predominante a nivel global y en muchos países es una actividad protegida y regulada por el estado. Otros modelos, como la venta directa del fabricante al usuario, son relativamente marginales. En los últimos años, los concesionarios comenzaron a adaptarse al comercio electrónico y a la intermediación de plataformas online para ofrecer sus automóviles por Internet, proceso que fue acelerado por la pandemia de COVID-19 en 2020. 

## Funcionamiento de un concesionario

### Administración de inventario y rentabilidad
Como cualquier comercio, los concesionarios operan con compras mayoristas al proveedor - en este caso, la marca fabricante - y acumulación de inventario para la reventa minorista.
Los concesionarios deben, en primera instancia, comprar automóviles al fabricante a precio mayorista. Mediante este esquema, las marcas fabricantes obtienen sus ingresos al distribuir sus productos entre sus concesionarios asociados y se desentienden de la venta al público. Una vez consolidado su inventario de vehículos, el concesionario le asigna un precio minorista, lo vende al consumidor final y hace negocio recuperando la inversión con un margen extra de ganancia o beneficio económico.
Cada concesionario configura su inventario libremente según la demanda local y en función de su propia estrategia comercial. El fabricante no puede imponer al concesionario ni los modelos ni la cantidad de unidades a adquirir para la venta.
El inventario se define por el modelo del automóvil, el nivel de equipamiento o versión y el color de la carrocería.

### Venta y transacción
Los concesionarios disponen de uno o varios salones de ventas donde muestran automóviles a sus posibles compradores. Este espacio está acondicionado según los manuales de marca que impone el fabricante asociado y cuenta con horarios de atención al público, tanto presencial como por teléfono, chat o correo electrónico. La atención es brindada por vendedores capacitados para asesorar y persuadir a los clientes.
Cada concesionario está localizado estratégicamente en función de un área de influencia exclusiva, sin otros concesionarios de la misma marca dentro de un determinado radio geográfico. Esto permite, desde el punto de vista de las marcas, una distribución equilibrada de sus productos. Además, evita la competencia directa entre salones que venden automóviles de la misma marca.
Los concesionarios ofrecen automóviles en inventario, aunque también hacen reservas por modelos, versiones o colores que no tienen en el momento para encargar al fabricante y entregar más tarde. En caso de contar con inventario, la mayoría de los concesionarios ofrece a sus clientes la posibilidad de hacer pruebas de conducción.
Si bien cada automóvil tiene un precio de lista sugerido por el fabricante, el concesionario y el comprador suelen negociar y acordar un precio menor. La variable de este descuento es el margen de ganancia del concesionario y su flexibilidad depende en gran medida de la ley de la oferta y la demanda.
Una vez acordado el precio, se realiza el pago monetario y la entrega del automóvil. Este procedimiento está atravesado por las gestiones de matrícula y registro de propiedad automotor que imponen las leyes locales o nacionales en cada región o país.

### Financiación
En casos en los que el comprador no acceda a pagar el precio total de un auto, los concesionarios suelen ofrecer planes de financiación para abonar en cuotas. En general, estos planes funcionan como un préstamo y se ofrecen por intermedio de un organismo financiero: requieren aprobación crediticia, exigen el pago de un capital inicial e implican el cobro de una tasa de interés. Suelen tomar como referencia el precio de lista, sin otorgar descuentos.
En algunos países se ofrecen también planes de ahorro. Mediante este sistema, el concesionario asocia a un grupo de clientes interesados en un mismo automóvil y les cobra una cuota mensual equivalente al precio final dividido por la cantidad de compradores reunida. Esto le permite y asegura al concesionario entregar un auto por mes - que se asigna por sorteo entre los aportantes - sin necesidad de financiar.
En estos casos el precio del automóvil no se congela, sino que las cuotas se van ajustando en el caso de que el precio final se modifique.

### Servicios de postventa
Además de la venta de automóviles, los concesionarios suelen desarrollar otras unidades de negocio centradas en servicios de postventa: taller mecánico, venta de repuestos y accesorios, ejecuciones de garantía oficial, extensiones de garantía oficial, venta de seguros para el automóvil y gestiones.
Por lo general, estas actividades son más rentables que la venta de vehículos.

## Fundamentos del modelo de ventas por concesión
La consolidación del concesionario como canal exclusivo para la venta de automóviles no difiere de realidades observables en otras industrias: el alto nivel de inversión, desarrollo y especialización requerido para la fabricación de vehículos, en este caso, hace inviable para las compañías automotrices asignar recursos a su distribución y comercialización. Estas áreas de la cadena de valor son ocupadas entonces por comercios independientes, con recursos humanos e infraestructura específicamente preparadas para la venta al público.
Además del negocio de los concesionarios, este modelo de intermediación tiene beneficios tanto para las automotrices como para el consumidor final.

### Beneficios para las automotrices
Tercerizar la venta supone importantes ventajas desde el punto de vista de las compañías que fabrican automóviles. Estas son:
- Ahorro de costos: la actividad comercial supone costos inmobiliarios, salariales y logísticos que, en este modelo, corren por cuenta del concesionario.
- Liquidación de acciones: al contar con una red de vendedores exclusivos, las automotrices liquidan rápidamente gran parte de su producción; no tienen que esperar la decisión de cada consumidor final.
- Penetración local: una red de concesionarios bien distribuida geográficamente permite a las automotrices instalar sus productos y su imagen de marca potencialmente en todas las localidades del planeta, sin prácticamente inversión.
- Especialización: los concesionarios están altamente especializados en servicios de ventas, se conectan con la comunidad local y conocen de primera mano las particularidades de su mercado, contribuyendo a optimizar los resultados y a consolidar la fidelización del cliente.

### Beneficios para los compradores
El modelo de venta por concesionarios también ofrece ventajas desde el punto de vista del comprador de vehículos. Estas son:
- Cercanía: en zonas urbanas desarrolladas suele haber al menos un salón de ventas de cada marca en cada localidad, ahorrándole tiempo y esfuerzo al comprador local.
- Competencia: al haber diferentes concesionarios compitiendo por vender los mismos autos, el comprador tiene distintas opciones para comparar y mayor margen para negociar el precio final del automóvil.
- Prueba de conducción: al contar con stock propio, los concesionarios tienen flexibilidad para mostrar los automóviles a sus potenciales clientes y ofrecer pruebas de manejo.
- Financiación: los concesionarios ofrecen préstamos y planes de financiación que los fabricantes no estarían interesados en otorgar si vendieran directamente.
- Servicios locales: los servicios de post-venta que ofrecen los concesionarios permiten solucionar fallas mecánicas y reposición de piezas con un representante oficial.

## Transformación digital
A principios del siglo XXI, la masificación de Internet y el subsecuente desarrollo del comercio electrónico trajo consigo un cambio de paradigma que está afectando la comercialización de automóviles. Por un lado, el poder de penetración de Internet con costos relativamente bajos habilita a las fabricantes a replantearse la venta directa como canal de comercialización viable. En este sentido, compañías como Tesla y Volvo son pioneras en experimentar con modalidades de venta directa online.
Por otro lado, el cambio global en los hábitos de consumo fomenta el uso de canales de información y de compra de automóviles online, en detrimento del salón de venta tradicional. Esta demanda no puede ser absorbida del todo por las propias concesionarias, cuyo modelo de negocios no contempla la inversión tecnológica necesaria para generar experiencias de compra online. La subsecuente vacancia favorece la incorporación de nuevos actores: plataformas web, como TrueCar en Estados Unidos, Carwow en Europa, Karvi en Latinoamérica, o Autosur en México que integran el stock de múltiples concesionarias, permitiendo al usuario comparar precios y elegir entre diferentes ofertas.
La pandemia de COVID-19 declarada en 2020 y las medidas de confinamiento y distancia social adoptadas preventivamente a escala global aceleraron la demanda de canales de compra no presenciales. Esto fomenta una rápida integración del comercio electrónico y modalidades de venta totalmente online a la estructura de ventas de los concesionarios. Plataformas de comercio electrónico como MercadoLibre, OLX también habilitan la compraventa de automóviles. Para las concesionarias, el desafío es encontrar a sus potenciales clientes y por ello se valen de herramientas como las mencionadas para acercar al usuario la experiencia de comprar un automóvil desde el hogar.